# Liste der Schlösser in Potsdam
Die Liste der Schlösser in Potsdam führt alle Bauwerke der heutigen Stadt auf, die von adligen Personen über einen längeren Zeitraum bewohnt wurden und in der Literatur als Schloss bezeichnet werden. Die Potsdamer Schlösser gehen größtenteils auf preußische Könige und deutsche Kaiser zurück. Sie  gehören baustilistisch teils den europäischen Hauptwerken des Barocks, des Rokokos, des Klassizismus, der Neorenaissance, der Neogotik und des englischen Landhausstils an. Große Teile des Potsdamer Schlösserensembles wurden 1990 zum Weltkulturerbe der UNESCO erklärt, als erste Anlage nach der Wiedervereinigung und größte in Deutschland.

## Geschichtlicher Hintergrund
Die Geschichte der Potsdamer Schlösser begann um 1528 mit dem Bau eines Burgschlosses unter Kurfürst Joachim I. von Brandenburg. Es befand sich an der Stelle des Potsdamer Stadtschlosses. Die Anlage war befestigt. Sie bestand aus einer Ringmauer und fünf Türmen. Im Inneren der Befestigung befanden sich ein Wohngebäude und möglicherweise eine Kapelle. Joachim vermachte das Burgschloss als Witwengut seiner Frau Elisabeth von Dänemark, Norwegen und Schweden. Um 1600 wurde die Anlage abgerissen und durch einen dreigeschossigen Neubau ersetzt, den die zweite Gemahlin von Kurfürst Joachim Friedrich, Eleonore von Preußen bezog. Unter Friedrich Wilhelm, auch bekannt als der Große Kurfürst, stieg Potsdam zu einer Nebenresidenz der Hohenzollern auf. Der Kurfürst ließ das bisherige Schloss um 1660 weitgehend abtragen und im barocken Stil neu errichten. Die Bauarbeiten unter Baumeister Johann Gregor Memhardt dauerten mehr als 20 Jahre an. Es entstand eine Residenz mit zwei Seitenflügeln. Ab 1670 nutzte sie Friedrich Wilhelm als Jagdschloss und Landsitz. König Friedrich Wilhelm I., ein Enkel des Großen Kurfürsten, ließ für eigene Zwecke insgesamt nur ein Schloss erbauen. Es handelt sich dabei um das zwischen 1730 und 1732 in Gestalt eines niederländischen Bürgerhauses errichtete Jagdschloss Stern.
Unter den preußischen Monarchen des 19. Jahrhunderts nahm vor allem König Friedrich Wilhelm IV. Einfluss auf die Gestaltung und den Bau einiger Potsdamer Schlösser. Nach Meinung des Historikers Frank-Lothar Kroll war Friedrich Wilhelm schon in seiner Kronprinzenzeit nicht nur als ein fürstlicher Mäzen, sondern auch als künstlerischer Schöpfer aktiv. Viele seiner eigenhändigen architektonischen Entwürfe wurden allerdings nie ausgeführt. Ab 1826 entstand durch den Umbau eines Gutshauses im Park Sanssouci Schloss Charlottenhof, eine Residenz Friedrich Wilhelms. Das Bauwerk wurde nach dessen Skizzen im klassizistischen Stil errichtet. Ausführender Architekt war Karl Friedrich Schinkel. Nach seiner Thronbesteigung ließ Friedrich Wilhelm IV. Schloss Sanssouci um zwei Flügel erweitern. Er nutzte das Schloss als erster preußischer König seit Friedrichs II. wieder als Sommerresidenz und hoffte damit eine dynastische Kontinuität zu betonen. Für den Bornstedter Hügel plante der Monarch entlang einer Straße ein Ensemble repräsentativer Bauwerke. Von dem Projekt wurde ab 1851 das dem Renaissancestil zugehörige Orangerieschloss verwirklicht. Es konnte 1856 durch den Architekten Ludwig Ferdinand Hesse fertiggestellt werden und diente neben der Überwinterung von Gewächsen einer Unterbringung von Beamten und königlichen Gästen. Der Monarch selbst bewohnte die Anlage nicht. Laut Kroll habe dieser den Hauptzweck des Gebäudes vielmehr in einer ästhetischen Aufwertung der Potsdamer Landschaft gesehen. Friedrich Wilhelm IV. entwarf mit dem Belvedere auf dem Pfingstberg noch ein weiteres Lustschloss. Es wurde jedoch anders als das Orangerieschloss nur in reduzierter Form errichtet.

## Liste
| Bild | Name                          | Bauzeit                                                                                       | Park- oder Gartenzugehörigkeit                              | Stadtteil                                   | Schlossbewohner                                                                                   | Baustil        | Anmerkungen | Beteiligte Architekten                                                                  |
| ---- | ----------------------------- | --------------------------------------------------------------------------------------------- | ----------------------------------------------------------- | ------------------------------------------- | ------------------------------------------------------------------------------------------------- | -------------- | ----------- | --------------------------------------------------------------------------------------- |
|      | Potsdamer Stadtschloss        | 1662 und 1669, 1744–1756 umgebaut, 1945 kriegsbeschädigt, Abriss 1959, 2010–2013 Wiederaufbau | Lustgarten                                                  | Innenstadt                                  | Friedrich I. , Friedrich Wilhelm I., Friedrich II., Friedrich Wilhelm III., Friedrich Wilhelm IV. |                |             | Johann Gregor Mernhardt, Georg Wenzeslaus von Knobelsdorff                              |
|      | Jagdschloss Stern             | 1730–1732                                                                                     | kein Garten, sondern bewaldetes Jagdareal der Parforceheide | Stern                                       | Friedrich Wilhelm I.                                                                              | Barock         |             | vermutlich Cornelius van den Bosch und Pierre de Gayette                                |
|      | Schloss Sanssouci             | 1745–1747, 1841–1842 umgebaut                                                                 | Park Sanssouci                                              | Brandenburger Vorstadt, Westliche Vorstädte | Friedrich II., Friedrich Wilhelm IV.                                                              | Rokoko         |             | Georg Wenzeslaus von Knobelsdorff                                                       |
|      | Neue Palais                   | 1763 bis 1769                                                                                 | Park Sanssouci                                              | Brandenburger Vorstadt, Westliche Vorstädte | Prinz Wilhelm, Friedrich III. und Wilhelm II.                                                     | Rokoko         |             | Johann Gottfried Büring, Heinrich Ludwig Manger, Carl von Gontard                       |
|      | Marmorpalais                  | 1787–1793                                                                                     | Neuer Garten                                                | Nauener Vorstadt, Nördliche Vorstädte       | Friedrich Wilhelm II., Kronprinz Wilhelm und Wilhelm von Preußen                                  | Klassizismus   |             | Carl von Gontard, Carl Gotthard Langhans und Andreas Ludwig Krüger                      |
|      | Schloss Charlottenhof         | ab 1826 zu einem Schloss umgebaut, Gutshof schon zwischen 1756 und 1758 erbaut                | Park Sanssouci                                              | Brandenburger Vorstadt, Westliche Vorstädte | Friedrich Wilhelm IV.                                                                             | Klassizismus   |             | Karl Friedrich Schinkel und sein Schüler Ludwig Persius                                 |
|      | Belvedere auf dem Pfingstberg | 1847 bis 1852 und 1860 bis 1863                                                               | Pfingstberg                                                 |                                             |                                                                                                   | Neorenaissance |             | Ludwig Persius, Friedrich August Stüler und Ludwig Ferdinand Hesse                      |
|      | Orangerieschloss              | 1851 bis 1864                                                                                 | Park Sanssouci                                              | Brandenburger Vorstadt, Westliche Vorstädte | Charlotte von Preußen, Karls I., Nāser ad-Dīn, Umberto I. als Gäste                               | Neorenaissance |             | Friedrich August Stüler und Ludwig Ferdinand Hesse                                      |
|      | Schloss Babelsberg            | 1834 bis 1835 und 1844 bis 1849                                                               | Park Babelsberg                                             | Babelsberg                                  | Wilhelm I., Augusta von Sachsen-Weimar-Eisenach                                                   | Neogotik       |             | Karl Friedrich Schinkel, Ludwig Persius und Heinrich Strack                             |
|      | Cecilienhof                   | 1913 bis 1917                                                                                 | Neuer Garten                                                | Nauener Vorstadt, Nördliche Vorstädte       | Kronprinz Wilhelm und Kronprinzessin Cecilie                                                      | Landhausstil   |             | Paul Schultze-Naumburg                                                                  |
|      | Kleine Schloss                | 1833/34 und 1841/42 und 1841 bis 1842 umgebaut                                                | Park Babelsberg                                             | Babelsberg                                  | Kronprinz Friedrich Wilhelm, Hofdamen, Komponist Hans Chemin-Petit                                | Neogotik       |             | Ludwig Persius                                                                          |
|      | Schloss Sacrow                | 1773                                                                                          | Park Sacrow                                                 | Sacrow                                      |                                                                                                   |                |             |                                                                                         |
|      | Schloss Lindstedt             | 1858 bis 1861                                                                                 | Park Lindstedt                                              |                                             | Friedrich Wilhelm IV., Wilhelm I.                                                                 | Klassizismus   |             | Ludwig Persius, Ludwig Ferdinand Hesse, Friedrich August Stüler und Ferdinand von Arnim |
|      | Krongut Bornstedt             | 1846–1848                                                                                     | Park Sanssouci                                              | Bornstedt                                   | Kronprinz Friedrich Wilhelm, Victoria, Feodora von Schleswig-Holstein-Sonderburg-Augustenburg     | Klassizismus   |             | Johann Heinrich Haeberlin                                                               |
|      | Schloss Marquardt             | ?                                                                                             | Schlosspark Marquardt                                       | Marquardt (Potsdam)                         |                                                                                                   |                |             |                                                                                         |